# Requissexualidade

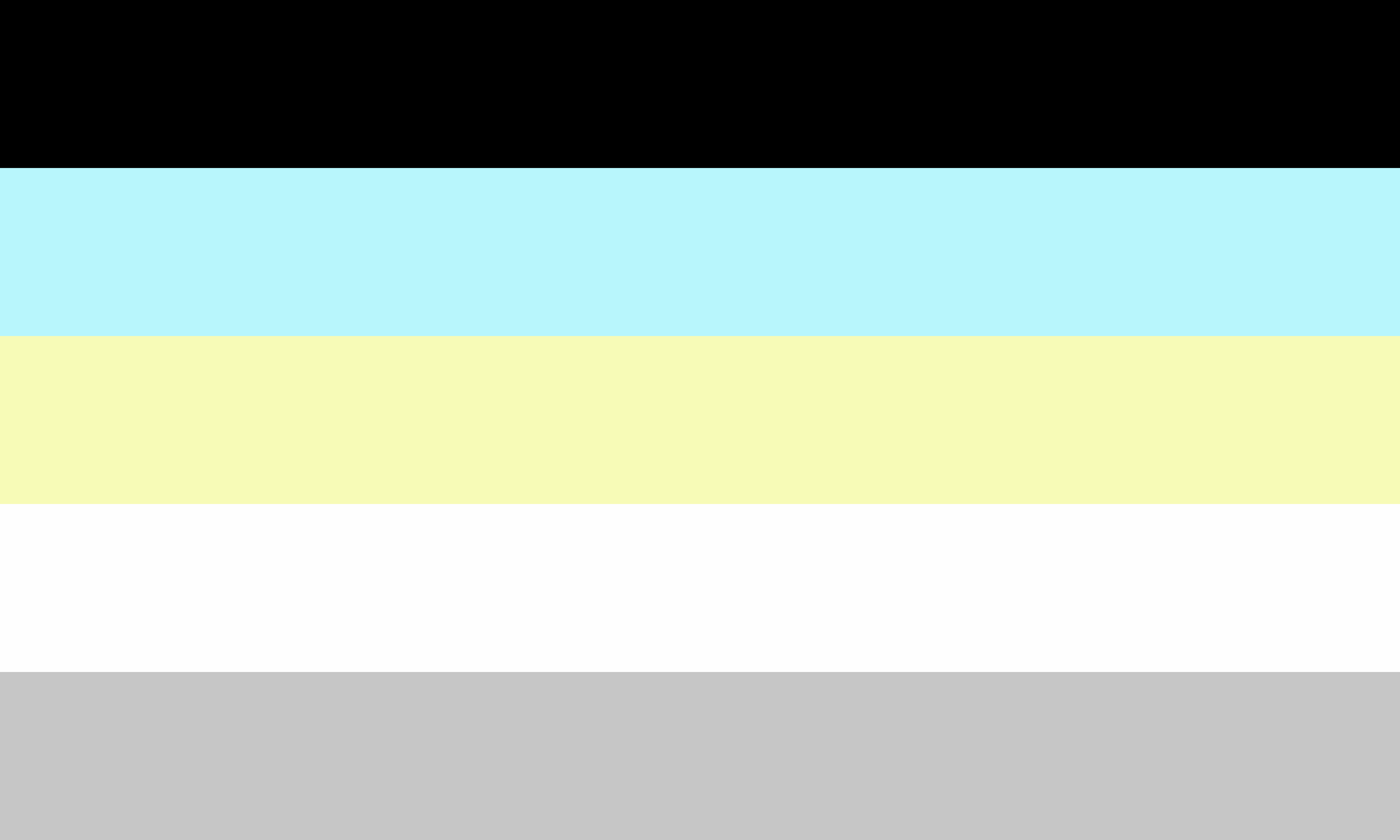
Bandeira requissexual

Requissexualidade ou requiessexualidade é uma orientação sexual no espetro da assexualidade cinza, em que o indivíduo tem nenhuma, limitada ou pouca atração, interesse e/ou atividade sexual por conta de alguma exaustão emocional, por cansaço emocional ou por experiências passadas.
Algumas pessoas se referiam a este termo como uma orientação sexual exclusiva para pessoas neurodivergentes, mas essa definição foi deixada de lado, uma vez que na definição original não constava tal requisito. Pessoas com depressão, ansiedade, autismo e outras condições que afetam o estado mental do indivíduo podem se identificar como requissexual.
Esse termo foi cunhado pelo usuário do Tumblr gay4dragons, conta já desativada atualmente, em torno de 2014.

## Etimologia
O termo requies vem do latim e significa repouso ou descanso.

## Bandeira
A primeira bandeira feita para a requissexualidade, demonstrada acima, foi criada pelo usuário hyaenahart, também no Tumblr, em torno de 2015.
O significado das cores, de acordo com o autor, são:
- Preta: arromanticidade, assexualidade e o espectro assexual;
- Azul clara: descanso/repouso. A cor lembra o céu azul, que simboliza o descanso ao olhar para ele;
- Amarela clara: representa a emoção drenada, sendo que a cor amarela é sempre ativa;
- Branca: a falta de atração;
- Cinza: a possível confusão em que várias pessoas no espectro assexual passam.[5][6]

## Romanticidade
A requissexualidade pode surgir também como orientação romântica, mas passará a ser chamada de requisromanticidade ou requiesromanticidade. Isso significa que uma mulher pode ser bissexual requisromântica, um homem pode ser homossexual requisromântico, etc. Também devemos levar a conta que a orientação sexual/romântica da assexualidade cinza não influencia em outras orientações sexuais/românticas fora desse espectro, por exemplo, uma pessoa requiesromântica pode ser pansexual, ou requiessexual e homorromântica ou birromântica, heterorromântica e requisromântica, etc.
Normalmente uma bandeira também é criada tanto para a orientação sexual quanto a orientação romântica, mas ainda não há a bandeira requiesromântica conhecida.

## Ver Também
- Assexualidade
- Orientação sexual
- Assexualidade cinza
- Arromanticidade
- Orientação romântica